# Horror autotoxicus
Horror autotoxicus, auf Deutsch etwa „Furcht vor Selbstzerstörung“ oder „Furcht vor Selbstvergiftung“, war die Bezeichnung eines vom deutschen Immunologen Paul Ehrlich zum Ende des 19. und am Anfang des 20. Jahrhunderts postulierten Prinzips. Nach dieser von ihm vertretenen Theorie würde sich die Immunabwehr des Körpers stets nur gegen körperfremde Strukturen richten. Eine Immunantwort gegen körpereigenes Gewebe (Autoimmunisation) sei dieser Ansicht nach grundsätzlich nicht möglich, da sie katastrophale Folgen hätte und unvereinbar mit dem Leben wäre. Da Ehrlich in der damaligen immunologischen Forschung ein Anhänger der sogenannten Humoralimmunologie war, nach welcher die Immunabwehr auf im Blutserum vorhandenen Antitoxinen beruht, bedeutete die Theorie des Horror autotoxicus die Annahme des Nichtauftretens von Antitoxinen gegen körpereigene Strukturen.

## Historische Bedeutung
Ehrlich relativierte seine Ansichten zum Horror autotoxicus in späteren Arbeiten dahingehend, dass gegen den eigenen Körper gerichtete Antitoxine zwar möglich wären, jedoch aufgrund von bestimmten Schutzmechanismen des Körpers keine krankmachende Funktion besitzen würden. Durch eine Reihe von Entdeckungen wurde in der Folgezeit nachgewiesen, dass gegen den eigenen Körper gerichtete Immunreaktionen unter bestimmten Umständen auftreten und dass diese zu definierten Krankheitsbildern führen, die als Autoimmunerkrankungen bezeichnet werden. Die Theorie des Horror autotoxicus als ausnahmslos geltendes Prinzip wurde damit rund 50 Jahre nach ihrer Formulierung widerlegt. Aufgrund von Ehrlichs Ansehen innerhalb der Forschergemeinschaft erschwerte sie jahrzehntelang die Erforschung von autoimmunologisch bedingten Erkrankungen. Darüber hinaus trug sie wesentlich zur Umorientierung der Immunologie von einer klinisch ausgerichteten Disziplin zu einer vorwiegend durch biochemische Forschung dominierten Wissenschaft bei, die um 1910 einsetzte. Erst etwa ab den 1950er Jahren nahm die Relevanz medizinischer Aspekte innerhalb der Immunologie wieder zu.
Der Begriff Horror autotoxicus wird oft fälschlicherweise mit Autoimmunreaktionen gleichgesetzt beziehungsweise als Ehrlichs vorhersagende Beschreibung von Autoimmunität dargestellt. Er bezeichnet im Gegensatz dazu im historischen Kontext von Ehrlichs Wirken nicht autoimmunologische Prozesse selbst, sondern die Annahme eines körpereigenen Schutzes, durch den solche Reaktionen generell nicht möglich seien. Für solche Mechanismen, die Autoimmunität unter physiologischen Bedingungen verhindern, wird im gegenwärtigen medizinischen beziehungsweise biologischen Sprachgebrauch der zum Ende der 1950er Jahre von Frank Macfarlane Burnet geprägte Begriff Selbsttoleranz verwendet.